# Hans von Lützow
Hans Adolf Hermann von Lützow (* 1. November 1876 in Mannheim; † 15. Oktober 1940 in Gotha) war ein preußischer Major, Mitbegründer und Namensgeber des paramilitärischen rechtsgerichteten Freikorps Lützow und Oberst der Wehrmacht im Zweiten Weltkrieg.

## Leben

### Herkunft
Hans von Lützow entstammte dem 1. Ast, 2. Zweig, 2. Haus (Groß-Salitz) des Adelsgeschlechts von Lützow. Er war der Sohn des gleichnamigen preußischen Oberstleutnants Hans von Lützow (1848–1923) und dessen erster Ehefrau Marianne, geborene Weickert (1850–1876). Seine Mutter starb kurz nach der Geburt.

### Werdegang

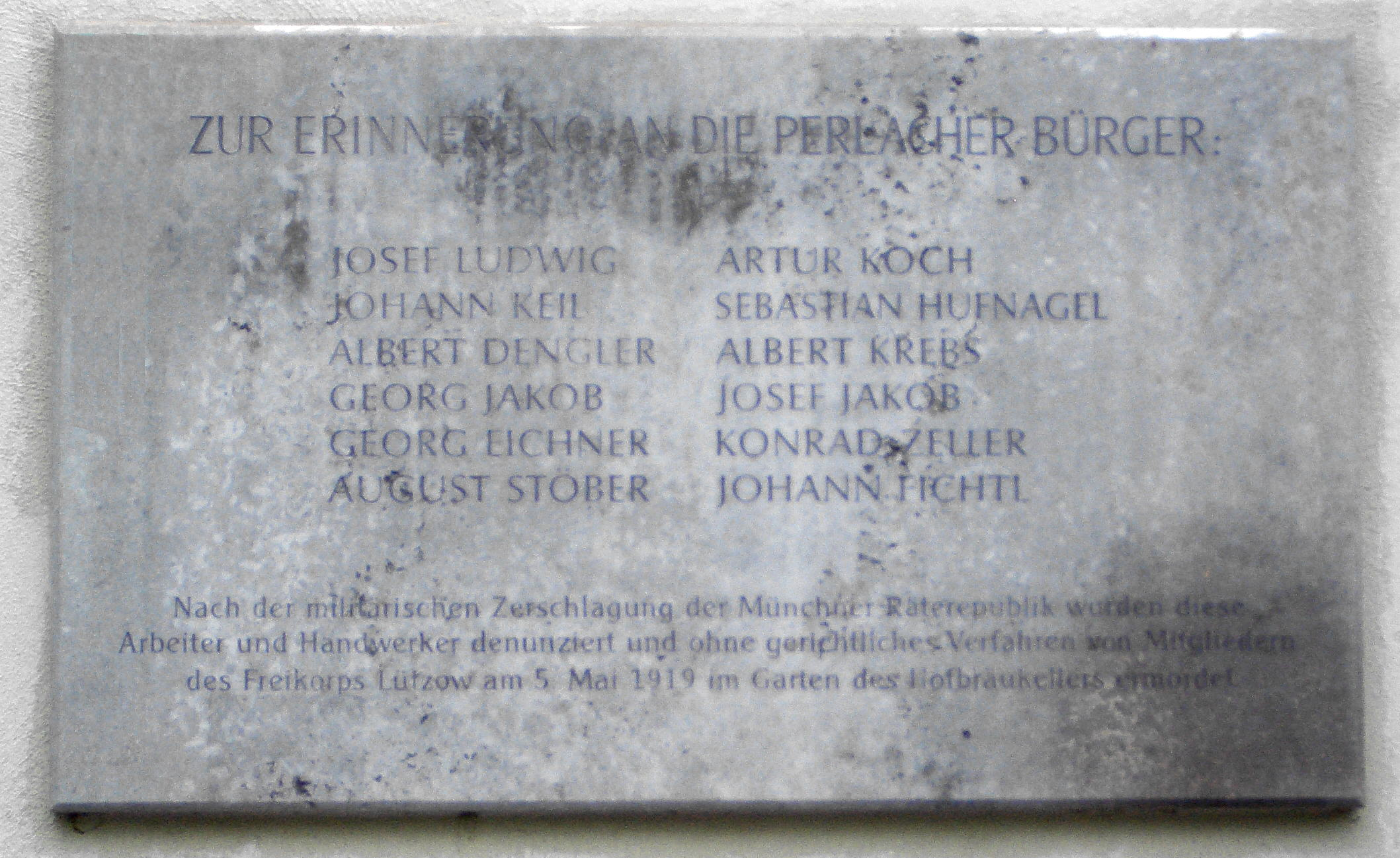
Gedenktafel zur Erinnerung an die Ermordung von zwölf Perlacher Bürgern durch das Freikorps Lützow am 5. Mai 1919 im Garten des Hofbräukellers; Wiener Platz, München

Nach seiner Erziehung im elterlichen Hause und dem Besuch des Gymnasiums in Rastatt trat am 31. Juli 1895 als Dreijährig-Freiwilliger in das 2. Garde-Regiment zu Fuß der Preußischen Armee ein. Nach seiner Beförderung zum Portepeefähnrich erfolgte am 18. Juli 1896 seine Versetzung in das Infanterie-Regiment „von Lützow“ (1. Rheinisches) Nr. 25. Er avancierte Ende Juli 1897 zum Sekondeleutnant und absolvierte ab Oktober 1903 die Kriegsakademie, die er Ende Juli 1907 abschloss. Kurz zuvor wurde er Mitte Juni 1907 zum Oberleutnant befördert und war danach bis Ende September 1907 zum Telegraphen-Bataillon Nr. 1 kommandiert. Nach weiterem Truppendienst wurde er vom 1. April 1908 bis zum 31. März 1910 zum Großen Generalstab kommandiert. Unter Beförderung zum Hauptmann erfolgte am 13. September 1912 mit Wirkung zum 1. Oktober 1912 seine Versetzung nach Naumburg (Saale) als Chef der 1. Kompanie im Magdeburgische Jäger-Bataillon Nr. 4.
Zu Beginn des Ersten Weltkriegs war Lützow Chef der MG-Kompanie seines Bataillons, später war er Bataillonsführer beim Anhaltinischen Infanterie-Regiment Nr. 93. In einer der Flandernschlachten war er Kommandeur des Reserve-Infanterie-Regiments Nr. 57. Am 1. Oktober 1918 wurde er Chef des Generalstabes des Feldeisenbahnwesens.
Nach Kriegsende gründete er mit den preußischen Offizieren Hauptmann Erich von Bibow und Leutnant Walter Dehn am 17. Januar 1919 in Berlin das Freikorps Lützow. Es sah sich als legitimer Nachfolger des Lützowsches Freikorps an. Das Freikorps war an der Niederschlagung der Münchner Räterepublik beteiligt und führte an einem blutigen Feldzug gegen vermeintliche Sympathisanten.
Am 5. Mai 1919 erschossen Angehörige des Freikorps in Perlach ohne Gerichtsverfahren 12 Arbeiter, die sich gar nicht an der Münchner Räterepublik beteiligt hatten. Vorausgegangen war, dass der Pfarrer Robert Hell die Personen als Sozialdemokraten denunziert hatte. Die Erschossenen hatten sich weder politisch engagiert noch waren sie an den Kämpfen beteiligt gewesen. Die Täter wurden nie dafür belangt. Auch ein Antrag der Hinterbliebenen auf Rentenanspruch wurde Mitte August 1921 abgelehnt, mit der Begründung, dass die Erschießungen nicht offene Gewalt gewesen seien. Das Freikorps hatte bis März 1919 Einsätze in Berlin, u. a. bei der Niederschlagung des Spartakusaufstands, kam im nächsten Monat nach Braunschweig und war dann von Ende April 1919 bis Juli 1919 in München. Im März/April 1920 bekämpfte das Freikorps den Ruhraufstand und hatte seinen Standort in Remscheid. Das Freikorps Lützow ging mit Bildung der Vorläufigen Reichswehr im Reichswehr-Jäger-Bataillon 30 auf.
Wegen seiner Teilnahme am Kapp-Lüttwitz-Putsch wurde er nicht in die Reichswehr übernommen.
Für die Wehrmacht wohl reaktiviert, wurde er am 30. September 1938 als Reserveoffizier entlassen. 1939/40 war er als Oberst Kommandeur des Wehrbereichs Gotha.

### Familie
Am 18. Oktober 1921 heiratete er in Berlin Friederike Olga Cochoy (* 1876).